# 陳蘊
陳蘊（1559年—？），字上行，號對墀，廣西桂林府灌陽縣人，民籍，明朝政治人物。

## 生平
萬曆十三年（1585年）乙酉科廣西鄉試第八名舉人，萬曆十四年（1586年）聯捷丙戌科會試二百四十八名，登三甲第一百二十六名進士。吏部观政，本年授湖廣宜城县知县，十五年調繁浙江乌程县知县，十七年大计，致仕去职。

## 家族
曾祖陳朝贊；祖父陳元盛；父陳月昇。母唐氏。严侍下。弟陈荩。